# Barbara Cassin
Laure Sylvie Barbara Cassin (Boulogne-Billancourt, 24 ottobre 1947) è una filologa, filosofa, germanista, grecista e traduttrice francese, specialista in retorica della modernità, in passato dirigente di ricerca presso il CNRS e direttrice della collana editoriale filosofica del CNRS, dal 2006 direttrice del Centre Léon-Robin sul pensiero antico, dal 2010 direttrice del Collège international de philosophie, direttrice del Vocabulaire européen des philosophies: dictionnaire des intraduisibles.

## Biografia
Dopo gli studi al Lycée Pasteur (Neuilly-sur-Seine), dove fu allieva del poeta Michel Deguy e del filosofo heideggeriano Jean Beaufret, e al Lycée Condorcet, si laureò in filosofia nel 1968 alla Sorbonne sotto la guida di Ferdinand Alquié. Lavorò successivamente come traduttrice (Pindaro Leibniz, Szondi, Arendt e più tardi Aristotele); nel frattempo continuò gli studi universitari e conseguì il dottorato di ricerca all'Université de Lille nel 1974 con una tesi sui trattati pseudoaristotelici che fu pubblicata sei anni più tardi col titolo Si Parménide.
Nel 1984 fu assunta dal Centre Léon-Robin sul pensiero antico, di cui nel 2006 divenne direttrice. Contemporaneamente, nello stesso 1984 ottenne un incarico di insegnamento al Collège international de philosophie, istituzione di cui fu dirigente di ricerca dal 1988 al 1992, membro del consiglio di amministrazione dal 1990 al 1993, e di cui diventerà direttrice nel 2010. Nel 1993 entrò a far parte del CNRS di cui nel 1996 fu dirigente di ricerca, dal 2004 presidente della Commissione XXXV (per la valutazione delle ricerche in filosofia, letteratura, storia della scienza e musicologia). Dal 1993 al 2000 coordinò, all'interno del gruppo di ricerca DDR 1061 del CNRS, centinaia di ricercatori per lo sviluppo di un dizionario che definisce le variazioni semantiche dei concetti filosofici attraverso le diverse lingue e i differenti contesti. Questo lavoro è stato realizzato nel 2004 con la pubblicazione del Vocabulaire européen des philosophies: dictionnaire des intraduisibles (VEP), un'opera collettiva finanziata dall'Unione europea, di cui la Cassin è la direttrice.

## Opere (selezione)
- Nos Grecs et leurs modernes: les stratégies contemporaines d'appropriation de l'Antiquité, Collezione Chemins de pensée, Paris: Seuil, 1992, ISBN 2020144239
- L'effet sophistique, Collezione Les essais, Paris: Gallimard, 1995, ISBN 2070730239. Edizione in lingua italiana: L'effetto sofistico: per un'altra storia della filosofia; prefazione di Gianfranco Dalmasso; trad. di Cristina Rognoni, Collezione Di fronte e attraverso 573, Milano: Jaca Book, 2002, ISBN 88-16-40573-2
- Aristote et le logos : contes de la phénoménologie ordinaire, Paris: Presses universitaires de France, 1997, ISBN 213048851X
- Vocabulaire européen des philosophies: dictionnaire des intraduisibles, Paris: Le Seuil/Le Robert, 2004, ISBN 2020307308[10]
- Google-moi: la deuxième mission de l'Amérique, Collezione Banc public, Paris: Albin Michel, 2007, ISBN 9782226172594
- Avec le plus petit et le plus inapparent des corps, coll. Ouvertures, Paris: Fayard, 2007, ISBN 9782213634821
- Le arti della persuasione. In: Salvatore Settis (a cura di), I greci: storia, cultura, arte, società, Vol. II: Definizione, Torino: Einaudi, 2009, ISBN 978-88-06-14400-5
- (con Alain Badiou) Heidegger: le nazisme, les femmes, la philosophie; illustration de couverture par Maurice Matieu, Collezione Ouvertures, Paris: Fayard, 2010, ISBN 9782213644448. Edizione in lingua italiana: Heidegger: Il nazismo, le donne, la filosofia; traduzione di Simone Regazzoni, Collezione Opuscula 189, Genova: Il melangolo, 2010, ISBN 978-88-7018-791-5[11]
- Genèses de l'acte de parole dans le monde grec, romain et médiéval: études réunies et éditées sous la direction de Barbara Cassin et Carlos Lévy, Collezione Monotheismes et philosophie; Turnhout: Brepols, 2011, ISBN 9782503528861
- Plus d'une langue, Montrouge: Bayard, 2012, ISBN 9782227483552
- La nostalgie: Quand donc est-on chez soi? Ulysse, Énée, Arendt, Paris: Autrement, 2013. Edizione in lingua italiana: Nostalgia: quando dunque si è a casa?: Ulisse, Enea, Arendt; traduzione di Anna Chiara Peduzzi, Collezione Narrazioni della conoscenza 44, Bergamo: Moretti & Vitali, 2015, ISBN 978-88-7186-615-4